# Trichostomum episemum
Trichostomum episemum là một loài rêu trong họ Pottiaceae. Loài này được Stirt. mô tả khoa học đầu tiên năm 1907.
Danh pháp khoa học của loài này chưa được làm sáng tỏ. 